# South Molle Island
South Molle Island är en ö i Australien. Den ligger i kommunen Whitsunday och delstaten Queensland, omkring 910 kilometer nordväst om delstatshuvudstaden Brisbane. Arean är 4,6 kvadratkilometer. Den sträcker sig 3,2 kilometer i nord-sydlig riktning, och 2,6 kilometer i öst-västlig riktning.
Savannklimat råder i trakten. Genomsnittlig årsnederbörd är 1 584 millimeter. Den regnigaste månaden är februari, med i genomsnitt 422 mm nederbörd, och den torraste är oktober, med 17 mm nederbörd.